# Resultados do Carnaval de Juiz de Fora em 2008
Resultados do Carnaval de Juiz de Fora em 2008. A campeã do grupo 1A foi a escola Unidos do Ladeira, que apresentou o enredo; De uma rainha lusitana aos delírios num país tropical- Dona Maria, a primeira louca do Brasil.
| Grupo 1A           | Grupo 1A                           | Grupo 1A | Grupo 1A  | Grupo 1A  | Grupo 1A    |
| Colocação          | Escola                             | Pontos   | Desempate | Nota      | Ref.        |
| ------------------ | ---------------------------------- | -------- | --------- | --------- | ----------- |
| 1º                 | Unidos do Ladeira                  | 91,3     | Enredo    |           | [ 1 ] [ 2 ] |
| 2º                 | Real Grandeza                      | 91,3     |           |           | [ 1 ] [ 2 ] |
| 3º                 | Turunas do Riachuelo               | *        |           |           | [ 1 ]       |
| 4º                 | Mocidade Independente do Progresso | *        |           |           | [ 1 ]       |
| 5º                 | Juventude Imperial                 | *        |           |           | [ 1 ]       |
| 6º                 | Feliz Lembrança                    | 84,5     |           | Rebaixada | [ 1 ]       |
| Grupo 1B           |                                    |          |           |           |             |
| Colocação          | Escola                             | Pontos   | *         | Nota      | Ref.        |
| 1º                 | União das Cores                    | 88,80    | *         | Promovida | [ 3 ]       |
| 2º                 | Mocidade Alegre de São Mateus      | 88,40    | *         |           | [ 3 ]       |
| 3º                 | Rivais da Primavera                | 88,30    | *         |           | [ 3 ]       |
| 4º                 | Cacique de Lins                    | *        | *         |           | [ 3 ]       |
| 5º                 | Partido Alto                       | *        | *         |           | [ 3 ]       |
| 6º                 | Vale do Paraibuna                  | *        | *         |           | [ 3 ]       |
| 7º                 | Águia de Ouro                      | *        | *         | Rebaixada | [ 3 ]       |
| Grupo de avaliação |                                    |          |           |           |             |
| Colocação          | Escola                             | *        | *         | *         | Ref.        |
| 1º                 | Unidos do Grizzu                   | *        | *         | Promovida | [ 1 ]       |